# Petit Vodo
Petit Vodo est un musicien de punk blues qui a commencé sa carrière en 1997 en se produisant sur scène en one man band (homme-orchestre) : il chante et joue simultanément de la batterie, de la guitare, de l'harmonica sur des samples enregistrés en direct.
Petit Vodo tire ses influences du blues, du garage rock et du punk.

## Biographie
Originaire de la scène rock bordelaise, Petit Vodo a officié en tant que batteur dans quelques groupes locaux restés dans l'anonymat. En 1997, il se lance dans le projet de jouer ses morceaux de rock punk blues, seul sur scène en jouant de tous les instruments en même temps.
Aidé par Noir Désir, Petit Vodo enregistre un mini album en 1998, intitulé Monom qui sort sur le label français Vicious Circle Records. Après quelques concerts à Londres, le label indépendant anglais Butcher's Wig sort une version masterisée et augmentée de ce mini CD.
À la même période, Petit Vodo est sélectionné par le Fonds d'action et d'initiative rock (FAIR), association dont l'objet est le soutien et l'aide au démarrage de carrière d'artistes. C'est ainsi qu'il apparaîtra sur la compilation édition 1999. À partir de ce moment, Petit Vodo va enchaîner les concerts dans de grosses structures (Rencontres Trans Musicales à Rennes, Eurockéennes de Belfort) et sur toutes les scènes d'Europe en première partie de groupes d'horizon aussi divers qu'Urban Dance Squad, Metallica ou Simple Minds, mais également avec des légendes blues de Fat Possum Records, plus proches de son univers, tels que R. L. Burnside ou T-Model Ford.
En 2005 il crée la musique de la pièce de danse contemporaine "Heroes" de la chorégraphe Emmanuelle Huyhn en collaboration avec le Théâtre de la Ville de Paris et le Centre National de Danse Contemporaine de Angers. Fort de cette expérience avec le monde de la danse, Petit Vodo inaugure une formule originale en France : Accompagné sur scène par la danseuse de cabaret Betty Crispy, il crée le Petit Vodo Crispy Show, donnant lieu a des concerts mêlant le burlesque et le trash blues.
En 2018 Petit Vodo opère son grand retour en solo avec l'album "I Like It Like That" (Bordeaux Rock/Differ'Ant), un hommage aux maîtres du blues.
Petit Vodo est aussi le chanteur du groupe The Heartland Of James Pete James (né de sa rencontre avec des musiciens du classique et du jazz, et un travail d'écriture avec le célèbre dessinateur de comics Richard Isanove en Californie) et de The Suckydogs, duo de garage rock and roll avec le batteur Jimmy B (ex Shtauss de Nantes)

## Albums
- Monom # - CD/LP  (1999) Vicious Circle (FR) / Butcher's Wig Records (UK)
- Sixty Nine Stereovox - CD/LP  (2000) Vicious Circle (FR) / Butcher's Wig (UK)
- A Little Big Pig With A Pink Lonely Heart - CD/LP  (2004) Lollipop Records
- Rare And Well Done # 1 - CD/LP  (2005) Les Disques Atomic
- Paradise - CD/LP  (2006) Lollipop Records
- Rare And Well Done # 2 - CD/LP  (2007) Les Disques Atomic
- Rare And Well Done # 3 - CD/LP  (2007) Les Disques Atomic
- The Full House Blues / Live 1999-2009 - CD/LP  (2010) Singe Bleu
- I Like It Like That / CD Bordeaux Rock / Differ-Ant